# Jadrinskij rajon
Lo Jadrinskij rajon (in russo Ядринский район?; in lingua ciuvascia: Eтĕрне районĕ) è un rajon della Repubblica Ciuvascia, nella Russia europea; il capoluogo è la città di Jadrin. Istituito il 27 settembre 1927, ricopre una superficie di 901,21 chilometri quadrati e ospita una popolazione di 23 366 abitanti. 
Il rajon è suddiviso in un insediamento urbano e 17 insediamenti rurali. Il maggior fiume del territorio è la Sura (affluente del Volga).